# Loremo

Loremo-Logo

Loremo war ein Automobilentwurf der Loremo AG. Der Name ist ein Akronym, zusammengesetzt aus Low Resistance und Mobile. Ein Produktionsbeginn wurde ab 2001 mehrmals angekündigt, aber nie verwirklicht. Es wurde lediglich ein Prototyp des Wagens gefertigt.

## Firmengeschichte

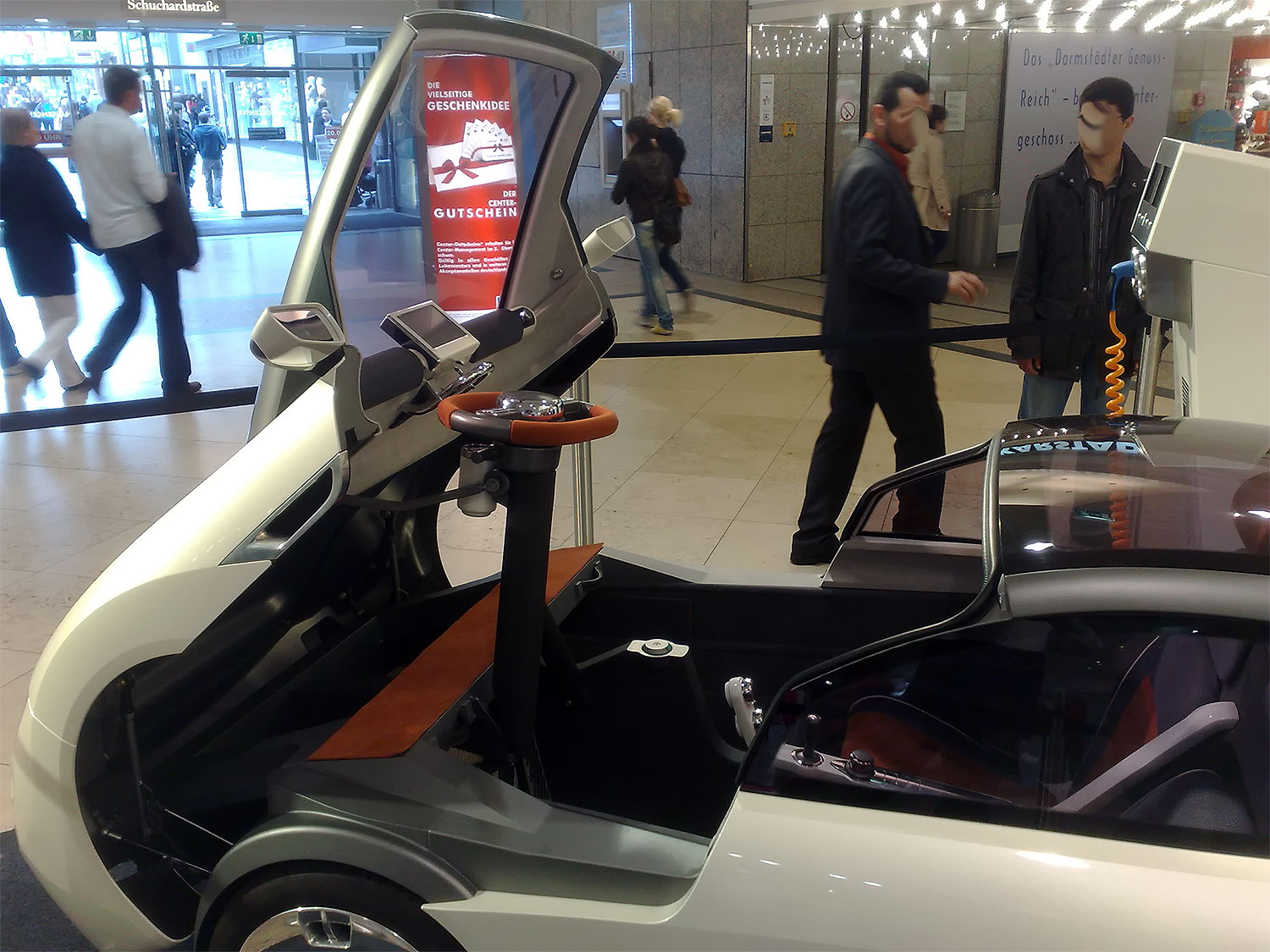
Innenraum des Modells

Die Idee für ein solches Fahrzeug stammte aus dem Jahr 1993, Initiator war Ulrich Sommer. Die Entwicklung wurde 1995 begonnen. Ursprünglich sollte das Grundmodell mit 1,5 Litern Diesel auf 100 km auskommen und zu einem Preis von rund 11.000 Euro angeboten werden.
2008 schieden der ehemalige Chef und Mitgründer Gerhard Heilmaier sowie etwas später der Mitgründer Stefan Ruetz bei Loremo aus. Neuer Chef wurde Thomas Zollhöfer. Der Firmengründer und Initiator des Projekts, Ulrich Sommer, schied im Oktober 2009 aus der Firma aus.
2009 wurde das Konzept von der Initiative Deutschland – Land der Ideen ausgezeichnet.
Am 15. Dezember 2011 änderte sich die Anteilssituation, ein ungenannter Anteilseigner erwarb mehr als 50 % der Anteile an der Loremo AG. Dieser Anteilseigner brachte seine Firmenanteile in die neu gegründete Loremo Holdings Corp. mit Sitz in Dorsten ein.
Am 10. Dezember 2012 wurde bekanntgegeben, dass aufgrund der Umstrukturierung der Deutschen Börse die Aktien der Loremo Holdings Corp. voraussichtlich am 15. Dezember 2012 aus dem Handel genommen werden. Nach Planungen von Loremo sollte zwischen dem ersten und dem zweiten Quartal 2013 der Handel in einem anderen Handelssegment wiederaufgenommen werden.
Dies hat nicht stattgefunden, bereits seit 2013 gibt es keine offiziellen Unternehmensinformationen mehr.
Am 23. November 2017 löste das Amtsgericht Gelsenkirchen die Aktiengesellschaft auf. Die Insolvenz wurde mangels Masse nicht eröffnet.

## Entwicklungsgeschichte

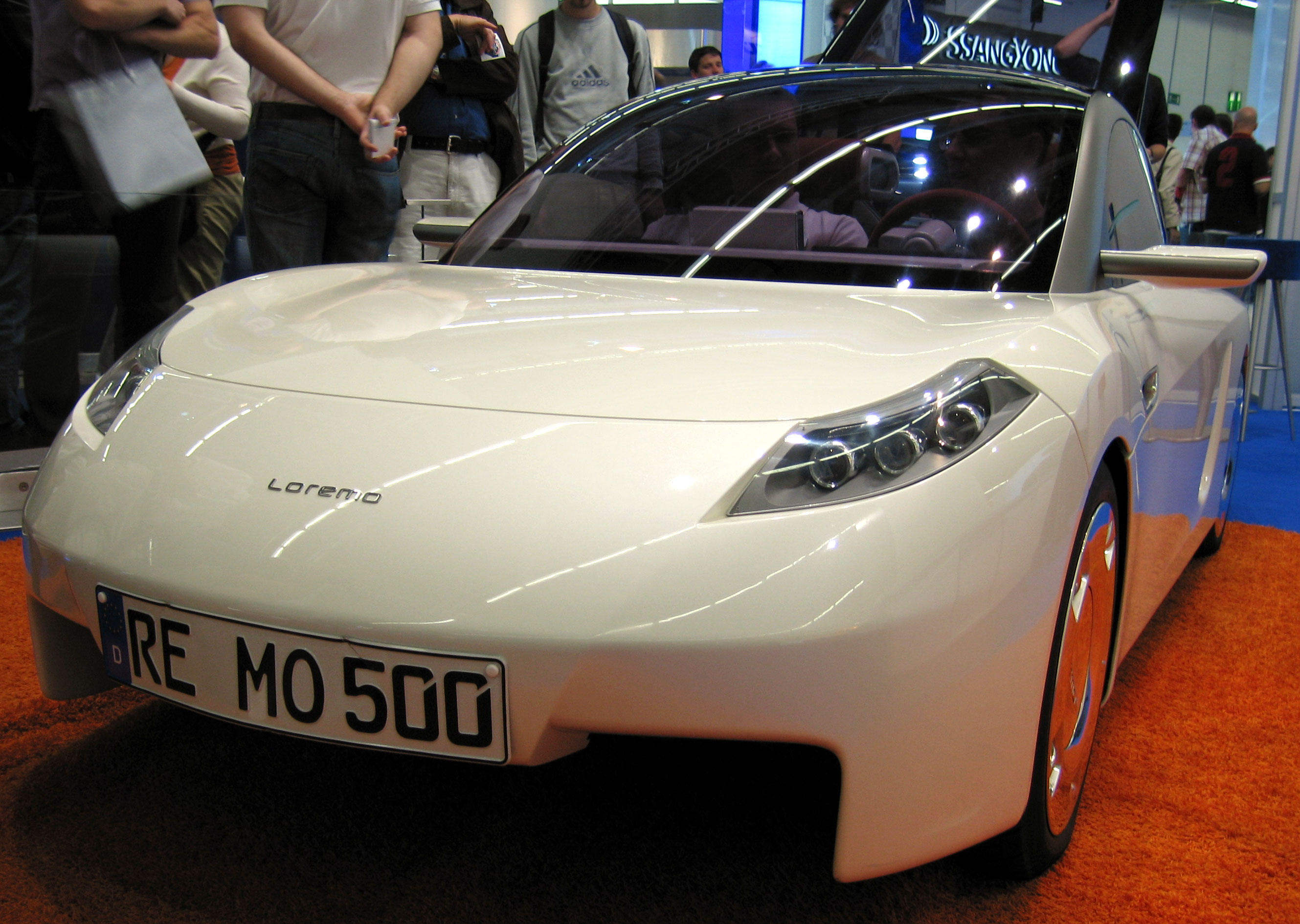
Modell des Loremo auf der IAA 2007

Der Loremo sollte laut seinen Ingenieuren mit dem Ziel entwickelt werden, je nach Modell 1,5 Liter Dieselkraftstoff, 3 Liter Benzin oder 6 kWh Strom je 100 km zu verbrauchen.
Das erste Mal sollte der Loremo auf der IAA 2001 in Frankfurt präsentiert werden, ein Modell wurde dann aber erst 2006 auf dem Genfer Auto-Salon gezeigt, die Verzögerung wurde damit erklärt, dass sich ein wichtiger Investor zurückgezogen hätte. Das in Genf gezeigte Modell hatte weder Fahrwerk noch Motor. Der erste angeblich fahrbereite Prototyp stand auf der IAA 2007. Der Hersteller behauptete, bei Testfahrten weniger als 2 Liter Kraftstoff auf 100 Kilometern verbraucht zu haben. Der Prototyp fuhr zunächst mit Dieselantrieb. Später wurde er auf Elektroantrieb umgebaut. Die Herstellung und der Umbau wurden von Heggemann bzw. Hans Götz Engineering durchgeführt.
Am 11. April 2009 soll der Loremo EV mit elektrischem Antrieb das erste Mal auf öffentlichen Straßen gefahren sein. Dabei sollen laut Firmenangaben Geschwindigkeiten bis knapp 100 km/h erreicht worden sein.
Im Juli 2010 wurde bekannt, dass lediglich ein fahrfähiger Prototyp und ein nicht betriebsfähiges Modell des Loremo existieren. Der Prototyp stand seit Oktober 2009 als Pfand in einer Werkstatt in Dorsten-Stadtsfeld, die von ihrem Werkstattpfandrecht Gebrauch machte, weil die Loremo AG offene Rechnungen für die Arbeiten am Fahrzeug nicht beglichen hatte. Weiter wurde bekannt, dass der Prototyp durch drei Batterien angetrieben wird.
Im November 2011 wurde der Loremo-Prototyp mit Elektroantrieb auf der türkischen ICP präsentiert.
Am 15. Oktober 2012 gab die Loremo Holdings Corp. bekannt, bis Ende November 2012 unter notarieller Aufsicht und in Anwesenheit des TÜVs und von internationalen Pressevertretern eine Langstreckentestfahrt mit einem Gas-Hybridmotor durchzuführen, der von einem Partnerunternehmen entwickelt wurde. Am 10. Dezember 2012 gab die Loremo Holdings Corp. dann bekannt, aufgrund der Weiterentwicklung des Motors die Langstreckentestfahrt zu verschieben. Vortests, die gemeinsam mit der Dekra durchgeführt wurden, hätten eine prognostizierte Reichweite von 1500 Kilometern mit 5 kg Autogas ergeben. Das Fahrzeug wird jedoch nicht von einem Gasmotor, sondern von einem Elektromotor angetrieben, der Gasmotor diene ausschließlich der Aufladung der im Fahrzeug vorhandenen Akkumulatoren, deren Kapazität für eine Reichweite von 200 Kilometern ausreiche. Die endgültigen Tests sollten zwischen Januar und Februar 2013 im Fraunhofer-Institut für System- und Innovationsforschung durchgeführt werden. Zu diesen Erprobungen kam es jedoch nicht mehr.
Im August 2016 nannte Die Zeit den Loremo unter dem Titel "Die toten Exoten", ohne irgendwelche bekannten Aktivitäten seit 2013.

## Finanzierung des Projekts
Anfang 2006 beteiligte sich das malaysische Unternehmen Kosmo Motors Company durch Zahlung von umgerechnet ca. 2 Mio. Euro zu 26 % an der Firma Loremo.
Nachdem der Loremo AG in Nordrhein-Westfalen deutlich bessere Fördermöglichkeiten angeboten worden waren als in Bayern, wurde der Firmensitz nach NRW verlegt. Dort wurde das Vorhaben nach Aussage eines Sprechers des nordrhein-westfälischen Wirtschaftsministeriums durch EU-Mittel des Technologie- und Innovationsprogramms mit 2,3 Mio. Euro unterstützt.
Am 15. April 2009 veröffentlichte die Loremo AG einen Beteiligungsprospekt zur Zeichnung neuer Aktien. Demnach wurden für die Konzeptentwicklung, nach der Prototypen für alle drei Antriebsarten (Dieselkraftstoff, Benzin und Strom) vorgestellt werden sollten, 2009 noch rund 4 Millionen Euro benötigt (Stand 8. Juni 2009).
Am 12. Juli 2010 gab Zollhöfer in einer eidesstattlichen Versicherung bekannt, dass das Barvermögen der Loremo AG sich auf 50 Euro beliefe.

## Anfänglich geplante Karosserie
Der ursprüngliche Entwurf sollte eine Front- und eine Heckklappe haben. Die beiden Sitzreihen des Loremo sollten Dos-à-dos mit den Rückenlehnen zueinander stehen. Dazwischen sollte der Motor untergebracht werden, siehe Mittelmotor. Damit wurde ein wesentliches Merkmal des Zündapp Janus aufgegriffen.

## Kritik
Die interessierte Öffentlichkeit konnte nie ein fahrfähiges Exemplar eines Loremos begutachten, da stets in den letzten Momenten angeblich Missgeschicke dies verhinderten, beispielsweise am 11. Mai 2009 in Marl.
Seit Sommer 2010 gibt es die vom Land mit 2,3 Millionen Euro geförderte Firma am Standort Marl nicht mehr. Dass es überhaupt zu einer Produktion des Loremo in der vorgesehenen Art kommen würde, war schon zu diesem Zeitpunkt äußerst unwahrscheinlich.